# 올멕 거대 두상

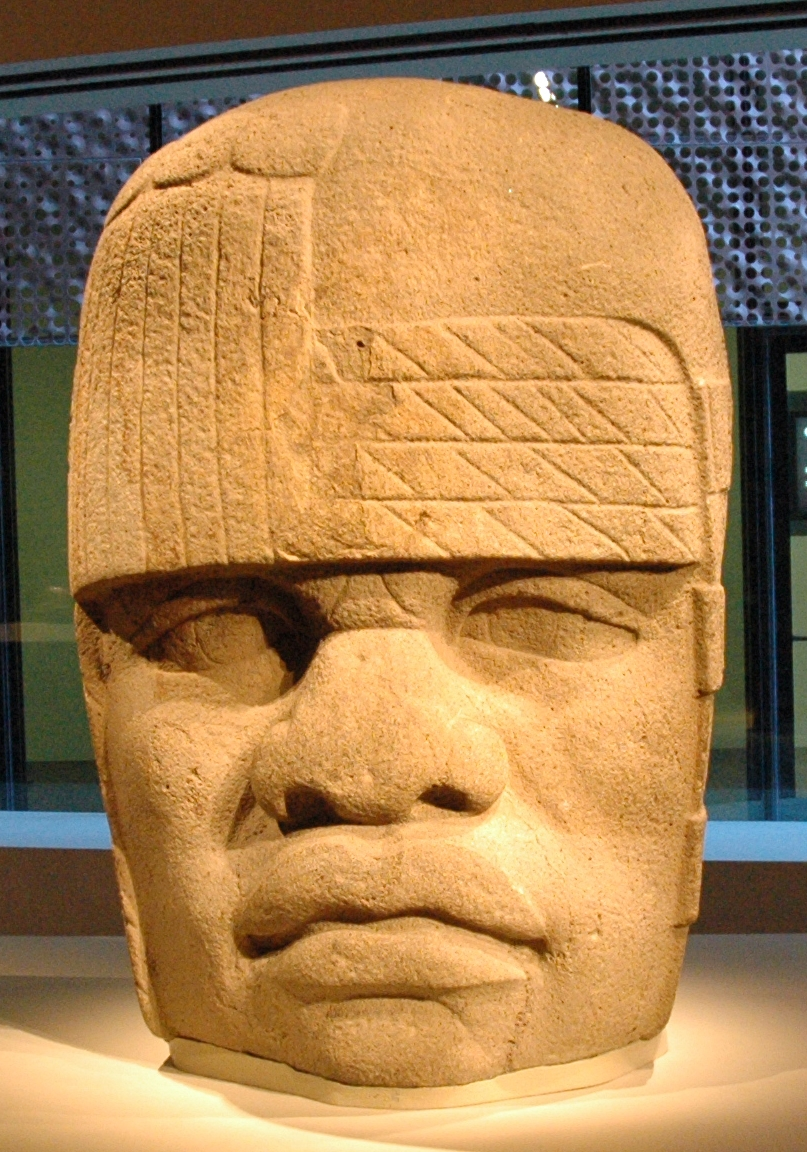
현재 멕시코 할라파 인류학 박물관에 있는 산로렌소 거대 두상 4

올멕 거대 두상(Olmec巨大頭像)은 거대한 현무암 바위를 깎아 만든 인물 두상이다. 높이는 1.17미터에서 3.4미터에 이른다. 이 두상들은 기원전 900년 이전부터 제작되었으며, 고대 메소아메리카 올멕 문명의 특징적인 유물이다. 모든 두상은 통통한 볼, 납작한 코, 살짝 사시인 눈을 가진 성인의 모습을 하고 있으며, 이러한 신체적 특징은 현재 타바스코와 베라크루스 주민들에게서도 흔히 볼 수 있는 형태이다. 석상의 뒷면은 대개 평평하다.
바위는 베라크루스의 로스툭스틀라스 산맥에서 가져왔다. 제작에 사용된 매우 큰 돌판을 150킬로미터 이상 운반하는 데 엄청난 인력과 자원이 필요했다는 점을 고려할 때, 이 석상들은 영향력 있는 올멕 통치자들의 초상이라고 여겨진다. 알려진 모든 두상은 각기 독특한 머리 장식을 지니고 있다. 두상들은 주요 올멕 중심지에 열을 지어 혹은 무리지어 배치되었으나, 이 돌을 해당 지역으로 운반한 방법과 과정은 아직 명확하지 않다. 모든 두상은 특징적인 머리 장식을 하고 있는데, 한 가지 이론에 따르면 전쟁이나 메소아메리카 공놀이 의식에 참여할 때 착용하는 보호용 투구였을 것이라고 추측한다.

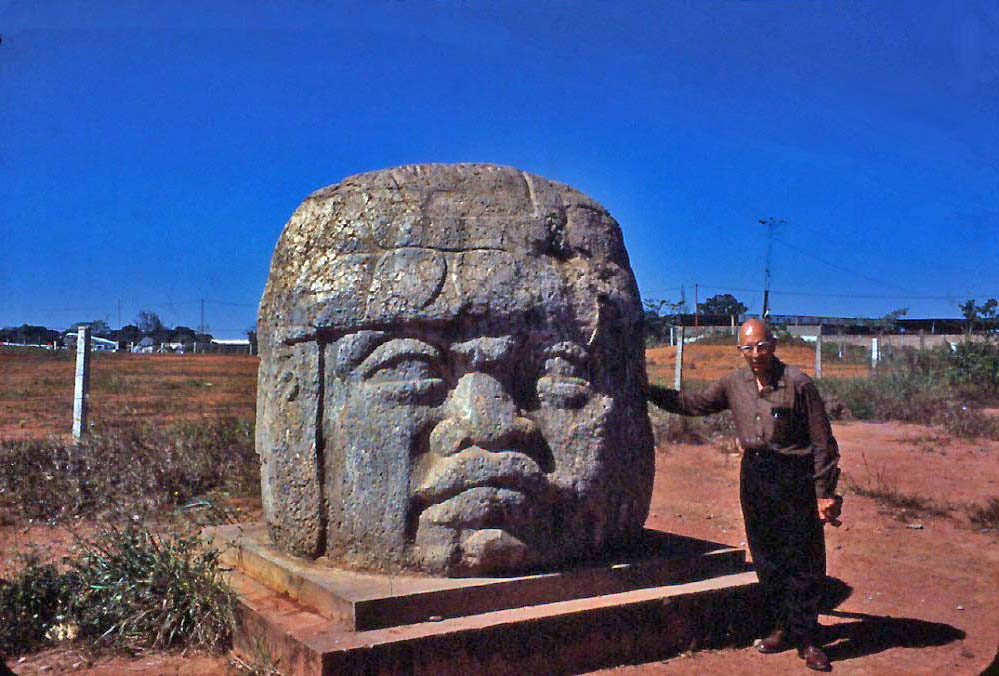
1960년경의 라벤타 석상 1

1862년 호세 마리아 멜가르 이 세라노가 트레스 사포테스에서 첫 번째 거대 두상을 발견했을 당시에는 제대로 된 기록이 이루어지지 않았고 멕시코 밖에도 알려지지 않았다. 1938년 매슈 스털링이 같은 거대 두상을 발굴하면서 올멕 문화에 대한 최초의 고고학적 조사가 시작되었다. 현재까지 멕시코 걸프 해안의 올멕 중심지 4곳에서 17점의 거대 두상이 확인되었다. 대부분의 거대 두상은 구형 바위로 조각되었으나, 산로렌소 테노치티틀란의 두상 2점은 거대한 석좌를 재가공한 것이다. 과테말라의 타칼리크 아바흐에서는 거대 두상을 재가공했을 것으로 추정되는 왕좌가 하나 더 발견되었는데, 올멕 중심지 외부에서 발견된 유일한 사례이다.
많은 석상이 고고학적 조사 이전에 원래 맥락에서 옮겨졌기 때문에 연대를 측정하기가 어렵다. 대부분은 전기 선고전기(기원전 1500년~기원전 1000년)로 편년되며, 일부는 중기 선고전기(기원전 1000년~기원전 400년)에 해당한다. 가장 작은 두상의 무게는 5톤이며, 가장 큰 것은 36톤에서 45톤으로 추정되는데, 석재 산지 근처에서 미완성인 채로 방치되어 있다.

## 같이 보기
- 마야 석비
- 모아이
- 코스타리카의 석구

## 참고문헌
- Diehl, Richard A. (2004). 《The Olmecs: America's First Civilization》. Ancient peoples and places series. London, UK: Thames & Hudson. ISBN 978-0-500-02119-4. OCLC 56746987.

- Taladoire, Eric (2018년 10월 11일). “Melgar, Fuzier y la cabeza olmeca de Hueyapan, Veracruz”. 《Arqueología Mexicana》 (Mexico City, Mexico: Editorial Raíces). 2018년 10월 12일에 확인함.

## 더 읽어보기
- Baudez, Claude-François (January 2012). “Beauty and ugliness in Olmec monumental sculpture”. 《Journal de la Société des Américanistes》 (OpenEdition) 98 (98–2): 7–31. doi:10.4000/jsa.12294. 2018년 9월 15일에 확인함.
- Clewlow, C. William; Richard A. Cowan; James F. O'Connell; Carlos Benemann (October 1967). 《Colossal Heads of the Olmec Culture》 (PDF). Contributions of the University of California Archaeological Research Facility 4. Berkeley, California, US: University of California Department of Anthropology. 2012년 12월 25일에 확인함.
- Harvey, Ian (2017년 2월 20일). “Mexico's "Olmec Colossal Heads" are a mystery as to their age and their method of construction”. 《The Vintage News》. 2018년 9월 15일에 확인함.
- Hazell, Leslie C. (2008). 〈Using Environmental constraints, Human Power Capability and Technological Performance as Parameters to Investigate transport of Megaliths Using Canoe Rafts by Olmec Society in Mesoamerica〉. 《Flowing Through Time: Exploring Archaeology Through Humans and Their Aquatic Environment》. Calgary, Alberta, Canada: The Archaeological Association of the University of Calgary. 56–67쪽. hdl:1959.9/120155. ISBN 978-0-88953-330-1. OCLC 746470737.
- Hazell, Leslie C.; Graham Brodie (2012). “Applying GIS tools to define prehistoric megalith transport route corridors: Olmec megalith transport routes: a case study”. 《Journal of Archaeological Science》 (London, UK: Academic Press) 39 (11): 3475. Bibcode:2012JArSc..39.3475H. doi:10.1016/j.jas.2012.05.015. ISSN 0305-4403. OCLC 36982975.
- Heizer, Robert F.; Tillie Smith; Howel Williams (July 1965). “Notes on Colossal Head No. 2 from Tres Zapotes”. 《American Antiquity》 (Washington, D.C., US: Society for American Archaeology) 31 (1): 102–104. doi:10.2307/2694027. ISSN 0002-7316. JSTOR 2694027. OCLC 1479302. S2CID 163679244. (구독 필요)
- Minster, Christopher (2017년 12월 27일). “The Olmec City of San Lorenzo”. 《ThoughtCo.》. 2018년 9월 15일에 확인함.
- Patrick, Neil (2016년 7월 20일). “Olmec colossal heads: Massive boulder heads in Central America remain a mystery …”. 《The Vintage News》. 2018년 9월 15일에 확인함.